# Човгузів
Човгу́зів —  село в Україні, у Теофіпольській селищній громаді Хмельницького району Хмельницької області. Населення становить 688 осіб. До 2020 орган місцевого самоврядування — Човгузівська сільська рада, після 2020 — Теофіпольська селищна рада.

## Історія
Перша згадка: 1420 р. [Історія міст і сіл УРСР : Хмельницька область. – К. : ГРУРЕ, 1971 р.]. 
В 1906 р. зафіксовано село Чолгузов Семенівської волості Острозького повіту (5 верст від волосного центру) [Список населённых мест Волынской губернии. – Житомир: 1906 г., с. 187].
В історичних документах архіву князів Сапігів село під назвою Чолгузів вперше згадується в 1532 році, як маєток Чолганських. Очевидно, назва села походить від прізвища тодішніх власників. Довгий час село належало магнатам Сапігам і Яблонським. За участь у польському повстанні 1831 р. його човгузівський маєток конфісковано у власність держави. Селян перевели у розряд державних.
На території села розташовано недобудований або зруйнований у давні часи замковий масив узвишшя під назвою Замчисько. Ця земельна ділянка обнесена глибокими ровами-протоками, що заповнені водою з річки Полква. Масштаб ровів свідчить про достатньо великі об’єми робіт... Є два насипні місточки. На території Замчиська живуть люди в кількох хатах з городами. Зі слів місцевих мешканців, якихось артефактів на території знайти не вдалося. За межами замкової гори в сторону центру села прямо на городах люди знаходили давні поховання, які теоретично могли стосуватися історії цього об’єкту.
Контури замкового масива дуже добре читаються на супутникових знімках. Розміри цього масива значні - приблизно 360х100 метрів (і це тільки внутрішній двір). Це площа приблизно трьох середніх подільських замків. Іншими словами, тут могло б розміститися навіть невелике містечко або це могла бути міська цитадель або тут міг перебувати укріплений міський центр.

### Про заснування села
Село Човгузів на Хмельниччині доволі древнє, перші письмові згадки про нього відносяться до першої чверті XV століття (1420 рік). Заселені ці місця були з давніх давен, ще в XIX столітті в околицях села був древній курган. Створеному 1975 року сільському історичному музею є про що розповісти його відвідувачам.
Матеріали музею розповідають про те, що жителі Човгузова брали участь у визвольній війні 1648-1654 років. 1905 року сільчани брали участь у страйку сільгоспробітників, який був подавлений військовою силою. У роки Другої світової війни у 1943-1944 роках човгузівці нищіли німців та поліцаїв в рядах загону Української повстанської армії, який організував уродженець села Хорошів Іван Врублевський (псевдонім Іскра). Понад 200 жителів села, що воювали у лавах радянської армії, нагородили орденами і медалями. В Човгузові народився і виріс поект Володимир Гдаль.
"Слід згадати також про розповіді старожилів, перекази і легенди, якими послуговувалися священики. Хоча вони є і непевними джерелами, у яких фантазію нелегко відрізнити від реальних подій, їх не слід просто відкидати, адже доля правди у кожному такому оповіданні таки є. Одна з легенд, безперечно, дуже давня, переносить слухача у першу половину XV століття. У ній ідеться про заснування села Чолгузів, що знаходилося у минулому столітті на півдні Острозького повіту: “Князь Литовський Свидригайло любив дуже полювати і заїжджав навіть в ту місцевість, де нині Чолгузів і, де були великі ліси, насичені дичиною. Вся місцевість від Чолгузова до Новоставців була покрита дубовим лісом, в якому був парк і звіринець. Ось одного разу Лев Свидригайло, полюючи в цій місцевості, заблукав. До свого щастя, він побачив вогник, у напрямку якого і дійшов до хати. Господар люб'язно прийняв мандрівника і за свою гостинність отримав від подорожнього багато місцевостей, ймовірно і Чолгузів” 
"У літописі Чолгузівської церкви Св. Миколи Чудотворця священик Андрій Капустинський ображений нечемним вчинком імператора, який, їдучи якось зі Старокостянтинова до Кременця, побувавши у їхньому селищі, навіть не вийшов у двір. При тому змальовуються заходи, які підготували селяни, аби привернути увагу Його Величності; князь Яблоновський, власник селища, пишно прикрасив корчму і накрив на стіл вишукані страви. Однак, урочистий настрій було зіпсовано байдужістю імператора до всіх цих дій його підлеглих. Він відмовився навіть вийти з карети і коли коней було замінено на поштовій станції, велів рушати далі" 

#### Церква св.Миколи
Дерев’яна церква св.Миколи 1890 р. у с.Човгуїв [Слободян В. Каталог існуючих дерев'яних церков України і українських етнічних земель. – Вісник ін-ту Укрзахідпроектреставрація, 1996 р., т. 4, с. 138]. Дерев'яна церква згоріла у 30 -ті роки, була імовірно підпалена радянською владою. В наші часи на її місці побудована нова із цегли.  
7 (20) листопада 1917 року, відповідно до.Третього Універсалу Української Центральної Ради, увійшло до складу Української Народної Республіки.  
12 червня 2020 року, відповідно до розпорядження Кабінету Міністрів України № 727-р «Про визначення адміністративних центрів та затвердження територій територіальних громад Хмельницької області», увійшло до складу Теофіпольської селищної громади.
19 липня 2020 року, в результаті адміністративно-територіальної реформи та ліквідації Теофіпольського району, село увійшло до складу Хмельницького району.